# 海氏阿密海鯰
海氏阿密海鯰（學名：Amissidens hainesi）為海鯰科阿密海鯰屬中的唯一一個種，分布於中西太平洋區的巴布亞紐幾內亞南部及澳洲西北部海域，
其眼睛很大，有小型的肉質唇。魚鬚短而細，上頜的魚鬚直到眼睛處為止，下唇的兩條鬍鬚相連。鰭條細長，雌性性成熟時腹鰭會變成尖扇形。通體深灰略呈紫色。體長可達32公分，棲息在沿海、河口區，為底棲性魚類，屬肉食性。